# Romeo Costantini
Romeo Costantini (Roma, 21 marzo 1949) è un regista, sceneggiatore e scenografo italiano.

## Biografia
Nato a Roma, dopo aver studiato presso l'Accademia di belle arti di Roma lavorò alla scenografia di diversi film tra cui Nell'anno del signore di Luigi Magni, L'uccello dalle piume di cristallo e Il gatto a nove code di Dario Argento; fu chiamato anche per opere liriche, per la serie Sandokan di Sergio Sollima e per il film Una ragione per vivere una per morire di Tonino Valeri. 
Nel 1980, per la sua opera prima, Costantini iniziò a scrivere la sceneggiatura di Una notte di pioggia. Quasi due anni dopo, con la sceneggiatura terminata ottenne un contratto di distribuzione dalla GAUMONT Italia, la filiale italiana della storica casa di distribuzione francese che con la presidenza di Renzo Rossellini stava già realizzando La città delle donne di Federico Fellini e Il mondo nuovo di Ettore Scola. Un anno più tardi formò il cast, scegliendo come protagonista l'attore brasiliano Paulo Cesar Pereio, e iniziò a girare. Ma la realizzazione del film attraversò varie vicissitudini in parte dovute al tema del film contro il nucleare (l'ENEL si rifiutò di concedere per le riprese la centrale nucleare di Caorso e non si trovava un'altra centrale per le riprese dal vero), in parte perché a circa metà lavorazione la Gaumont francese decise di chiudere la sua filiale italiana e bloccò tutti i film in lavorazione. Fortunatamente la produzione del film, la CO.A.L.A (Cooperativa Autori e Lavoratori Associati) di cui Costantini era presidente, riuscì rocambolescamente ad ottenere fondi pubblici per il decisivo intervento dell'allora Presidente della Repubblica Sandro Pertini. Il film, terminato nel 1983, fu selezionato per il Festival del Cinema di Venezia del 1984 dove, tacciato di antiamericanismo da un noto quotidiano italiano, ottenne comunque da Variety, la storica rivista cinematografica statunitense, una entusiastica recensione. Dopo Venezia l'opera prima di Costantini fu selezionata per molti altri festival italiani e internazionali: nel 1984 fu in concorso al Festival del Cinema Italiano a Nizza, mentre nel 1985 fu finalista per il Globo d'Oro della stampa Estera. Ma a causa della tematica pacifista e del suo antiamericanismo il film fu ignorato da altre distribuzioni, finendo per uscire in una sciatta distribuzione regionale e poi in videocassetta solo nel 1986 con il nuovo titolo L'uomo della guerra possibile.
Nel 1990 Costantini scrisse e diresse il suo secondo lungometraggio Scene di Bohème, la cui protagonista, Ursula von Beackler, venne premiata al festival di Saint Vincent come migliore attrice.

## Filmografia

### Regista e sceneggiatore
- L'uomo della guerra possibile (Una notte di pioggia) (1984)
- Scene di Bohème (1990)

### Sceneggiatore
- La spacconata, regia di Alfonso Brescia (1975)
- Noi siam come le lucciole, regia di Giulio Berruti (1976)
- Il nostro agente Navarro, regia di Franco Lattanzi (1977)
- Battaglie negli spazi stellari, regia di Alfonso Brescia (1978)
- Una notte di pioggia  (1984)
- Scene di Bohème (1990)
- Il gioco della notte, regia di Dario Micheli (1993)

### Scenografo
- L'uccello dalle piume di cristallo regia di Dario Argento (1970)
- L'eredità dello zio buonanima, regia di Alfonso Brescia (1974)
- La clinica dell'amore, regia di Renato Cadueri (1976)
- Il mammasantissima, regia di Alfonso Brescia (1979)
- I contrabbandieri di Santa Lucia, regia di Alfonso Brescia (1979)
- Lo scugnizzo, regia di Alfonso Brescia (1979

### Aiuto scenografo
- Nell'anno del signore, regia di Luigi Magni (1969)
- Una ragione per vivere una per morire, regia di Tonino Valeri (1972)

### Attore
- Anno zero - Guerra nello spazio, regia di Alfonso Brescia (1977)
- Battaglie negli spazi stellari, regia di Alfonso Brescia (1978)